# 레인 (2008년 프랑스 영화)
레인(Parlez-Moi De La Pluie, Let It Rain)은 프랑스에서 제작된 아네스 자우이 감독의 2008년 코미디, 드라마 영화이다. 자멜 드부즈 등이 주연으로 출연하였고 크리스티앙 베라드 등이 제작에 참여하였다.

## 출연

### 주연
- 자멜 드부즈
- 아네스 자우이

### 조연
- 장 피에르 바크리
- 프레드릭 피에롯
- 파스칼 아르비요
- 기욤 드 통케덱
- 뤽 파룬
- 버나드 니실레

## 제작진
- 미술: 크리스티앙 마르티
- 배역: 브리짓 므와동